# Chapelle royale de Saint-Pierre-aux-Liens
La chapelle royale de Saint-Pierre-aux-Liens (anglais : Chapel Royal of Saint Peter ad Vincula) est l'église paroissiale de la Tour de Londres. Elle est le lieu de sépulture de personnalités emprisonnées et exécutées à la Tour.

## Présentation
La chapelle actuelle est bâtie en 1519–20 par sir Richard Cholmondeley (en) dans l'enceinte de la Tour de Londres, à l'emplacement d'une chapelle préexistante, datant d'avant la conquête normande de l'Angleterre. 
Édifiée pour le compte d'Henri VIII, roi d'Angleterre, la nouvelle chapelle est rattachée au domaine royal britannique. Son nom latin de ad Vincula (aux liens) fait référence à l'emprisonnement de l'apôtre Pierre sous Hérode Agrippa à Jérusalem.

## Description
À son extrémité ouest se dresse une petite tour surmontée d'une lanterne. À la nef centrale s'ajoute un bas-côté au nord, percé de vitraux dénués de remplage, conformément au style Tudor.
La chapelle contient divers monuments. Dans l'angle nord-ouest se trouve le mémorial à John Holland, duc d'Exeter, connétable de la Tour qui y est mort en 1447. Sous l'arcade centrale se trouve l'effigie de sir Richard Cholmondeley, lieutenant de la Tour qui y est mort en 1521. Le sanctuaire abrite le monument impressionnant dédié à sir Richard Blount, mort en 1564, et à son fils sir Michael Blount, mort en 1610, tous deux lieutenants de la Tour à l'époque Tudor, qui auraient été témoins de nombreuses exécutions. L'orgue du XVIIe siècle est décoré par Gibbons Grinling.

## Sépultures
Mais la chapelle doit avant tout sa notoriété aux sépultures de personnalités détenues dans la Tour et exécutées. C'est le cas de trois reines : deux femmes d'Henri VIII (Anne Boleyn et Catherine Howard) et Lady Jane Grey, surnommée « reine de neuf jours ».
George Boleyn, le frère d'Anne, y est également inhumé après son exécution en 1536, de même qu'Edmund Dudley et Richard Empson, percepteurs d'Henri VII. Lord Guilford Dudley, le mari de Lady Jane Grey, y est enterré en février 1554, après son exécution à Tower Hill. St. Thomas More et St. John Fisher, qui ont encouru la colère d'Henri VIII, ont été exécutés et canonisés comme martyrs par l'Église catholique, sont aussi enterrés ici. Thomas Cromwell, comte d'Essex et ministre d'Henri VIII exécuté en 1540, y est également enterré. La liste des personnalités enterrées dans la chapelle entre 1534 et 1747 figure sur le mur occidental.